# Cimetière de Picpus

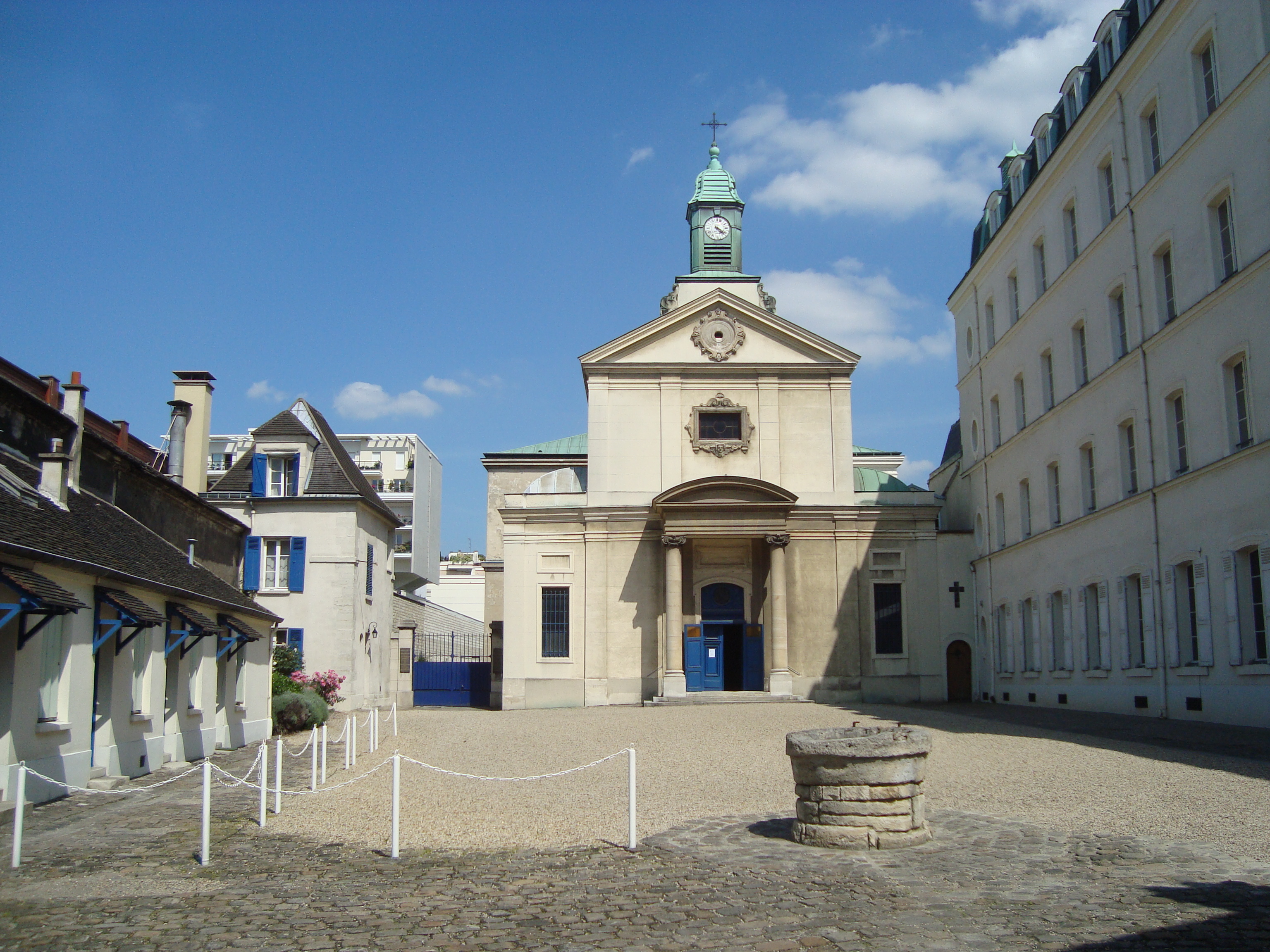
Friedhofseingang auf der linken und der Kapelle Notre-Dame-de-la-Paix auf der rechten Seite

Der Cimetière de Picpus ist der größte private Friedhof im Quartier Picpus in Paris (Frankreich).
Er beherbergt die Massengräber von 1306 Opfern der Terrorherrschaft, die in dem kurzen Zeitraum vom 14. Juni bis zum Sturz Robespierres am 27. Juli 1794 auf der Place du Trône renversé (heute Place de la Nation) unter der Guillotine hingerichtet wurden, sowie Gräber von Familienangehörigen dieser Personen. Weitere Friedhöfe in Paris, auf denen Opfer der Guillotine während der Terrorherrschaft beerdigt wurden, sind der Cimetière des Errancis, der Cimetière de la Madeleine und der Cimetière de Sainte-Marguerite.
Der Friedhof wurde 1797 von Amalie Zephyrine von Salm-Kyrburg insgeheim aufgekauft und 1840 durch eine Gruppe von einflussreichen Familien betrieben, deren Familienangehörige heute noch dort bestattet werden können. Eine Bestattung setzt die Verwandtschaft mit einem der Guillotinierten sowie den Betreibern des Friedhofs voraus und ist ein bedeutendes Statussymbol. Der Teil des Friedhofes, in dem sich die Massengräber befinden, kann nur nach vorheriger Vereinbarung gegen ein Eintrittsgeld und im Rahmen einer Führung besucht werden, der andere Teil ist dienstags bis samstags Nachmittag öffentlich zugänglich. Die gesamte Anlage steht unter Denkmalschutz.

## Geschichte
Auf dem Gelände des Friedhofes befand sich im 17. Jahrhundert ein Augustinerinnenkloster, das an die frühere, „mur des fermiers généraux“ genannte Zollmauer angrenzte. Nach dem Ausbruch der Revolution wurde das Kloster im Jahr 1792 konfisziert und an den Citoyen Coignard vermietet, der dort ein Genesungsheim einrichtete. Die Stadt Paris beschlagnahmte am 25. Prairial An II (13. Juni 1794) den Klostergarten, brach eine Öffnung in die Mauer und ließ zwei Massengräber für die auf der Place du Trône renversé (bei der heutigen Place de la Nation) Enthaupteten ausheben.
Zu den Märtyrerinnen der Revolution zählen die sechzehn seligen Karmelitinnen von Compiègne, die am 29. Messidor An II (17. Juli 1794) guillotiniert wurden, weil sie sich geweigert hatten, ihr Gelübde zu brechen und ihrem Glauben abzuschwören. Sie wurden am 27. Mai 1906 seliggesprochen.
Der Friedhof wurde im Jahr 1795 geschlossen und gelangte zwei Jahre später durch einen strikt geheim gehaltenen Kaufvertrag in den Besitz der Prinzessin Amalie Zephyrine von Hohenzollern-Sigmaringen, deren Bruder Friedrich III. Fürst zu Salm-Kyrburg in einem der Massengräber ruht. Das Recht, sich dort bestatten zu lassen, war den Familienangehörigen vorbehalten. Die erste Bestattung erfolgte im Jahr 1805.
Im Jahr 1803 übernahmen zwölf Familien den Park und den Friedhof mit den Massengräbern darin. Diese Familien (u. a. Familie Noailles mit dem Marquis de Lafayette, der auch dort ruht) sind bis heute die Besitzer. 1802 gehörten die folgenden Personen zur Betreibergemeinschaft:
1. Madame Montagu, geb. L. D. de Noailles, President
2. Maurice de Montmorency
3. Aimard de Nicolaï
4. Madame Rebours, geb. Barville
5. Madame Freteau, geb. Moreau
6. Adrienne de La Fayette, geb. Adrienne de Noailles
7. Madame Titon, geb. Benterot
8. Madame Faudoas, geb. de Bernières
9. Madame Charton, geb. Chauchat
10. Philippe de Noailles de Poix
11. Theodule M. de Grammont

Zusätzlich wurde ein Konvent gestiftet, der für das freie Bleiberecht die Gräber zu schützen hatte und sich verpflichtete, für die Opfer in den Massengräbern zu beten.

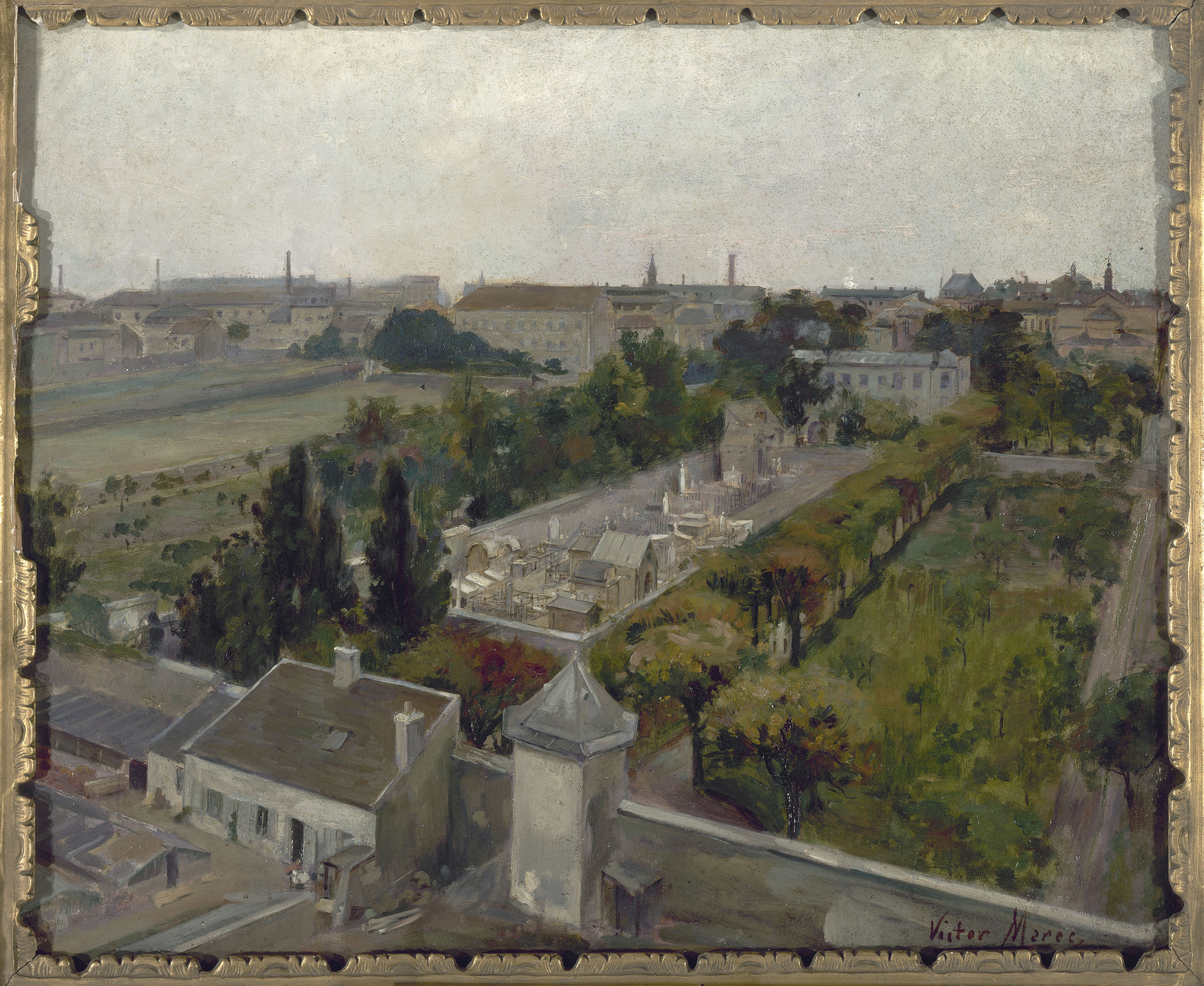
Vogelschau des Friedhofs auf einem Gemälde von Victor Marec, 1898

Als mit der Einführung des Code civil eine Reform des französischen Bestattungswesens ab 1804 Grabstätten innerhalb von Städten verbot, wurde der Friedhof Picpus ein Problem für die napoleonischen Behörden. Polizeiminister Joseph Fouché untersagte im Jahr 1808 ausdrücklich weitere Bestattungen am Picpus. Aus seiner Sicht hatte gerade dieser Friedhof als Grablege der prominentesten Opfer der Terrorherrschaft, an der er pikanterweise als „Schlächter von Lyon“ sowie als Angehöriger und zeitweiliger Präsident des Jakobinerklubs persönlich nicht unbeteiligt gewesen war, das Potenzial, erhebliche politische Spannungen hervorzurufen. Gleichwohl wurden weiterhin Tote dort bestattet und der Friedhof betrieben. Die stillschweigende Duldung dieser Praxis wird dem Einfluss Napoleons zugeschrieben, dessen Ehefrau Joséphine und Stiefkinder Eugène und Hortense ihren dort begrabenen früheren Ehemann bzw. Vater Alexandre de Beauharnais betrauerten.
Während der Pariser Kommune wurden knapp 80 Ordensschwestern des Konvents durch Angehörige der Kommune als Geiseln genommen und ermordet.
Das vererbbare Liegerecht zu einer Grabstelle ist bis heute ein Prestigesymbol ersten Ranges.
Während der deutschen Besatzung 1940–1944 war das in unmittelbarer Nachbarschaft liegende Rothschild-Krankenhaus Sammelstelle für die Deportation französischer Juden, der Park des Klosters war ebenfalls von den Besatzern belegt. Die Massengräber jedoch wurden nie von einem deutschen Soldaten betreten.

## Die Kapelle
Eine schlichte, um 1840 von dem Architekten J. A. Froelicher errichtete Kapelle wurde dem Gedenken der Toten gewidmet und der „Kongregation von den Heiligsten Herzen Jesu und Mariens und der Ewigen Anbetung des Allerheiligsten Altarsakramentes“ anvertraut, die nach dem Standort ihres Mutterhauses auch Picpus-Gesellschaft und demgemäß ihre Brüder Picpus-Patres oder Picpus-Missionare genannt werden (deutsch Arnsteiner Patres, seit 1919). Das Innere der Kapelle ist im unteren Bereich mit großen Marmortafeln verkleidet. In diese wurden die Namen sämtlicher Toten graviert, die in den beiden Massengräbern ruhen. Die lange Liste konnte anhand der aufbewahrten Prozessakten erstellt werden. Der Altar ist Notre-Dame de la Paix (deutsch: Unsere liebe Frau vom Frieden) geweiht. Ein Gemälde erinnert an die sechzehn Karmelitinnen von Compiègne.

## Beisetzungen
In den Massengräbern des „Cimetière de Picpus“ ruhen insgesamt:
- 1109 Männer, darunter 579 Männer aus dem Volk, 178 Militärangehörige, 136 Beamte, 108 Geistliche und 108 Aristokraten
- 197 Frauen, darunter 123 Frauen aus dem Volk, 23 Nonnen, 51 Aristokratinnen

Hervorzuheben sind:
- die sechzehn seliggesprochenen Karmelitinnen von Compiègne († 29. Messidor An II oder 17. Juli 1794, guillotiniert)
- Alexandre de Beauharnais († 5. Thermidor An II oder 23. Juli 1794, guillotiniert)
- André Chénier († 7. Thermidor An II oder 25. Juli 1794, guillotiniert), französischer Dichter
- Friedrich III. zu Salm-Kyrburg († 7. Thermidor An II oder 25. Juli 1794, guillotiniert), Bauherr des Hôtel de Salm (heute Museum der Ehrenlegion), unter den Opfern der Terrorherrschaft der einzige deutsche Reichsfürst

Auf dem später angelegten zweiten Friedhof ruhen unter anderem:
- Angehörige der Familien Montmorency, Gramont, Talleyrand, Rohan-Chabot, La Rochefoucauld, Luynes, Montalembert, Noailles, Biron, Polignac.
- Marie-Joseph Motier, Marquis de La Fayette († 1834), bedeutender französischer Kommandeur und Politiker, General des Amerikanischen Unabhängigkeitskrieges und Ehrenbürger der Vereinigten Staaten von Amerika.[4] An dem Grab findet jedes Jahr am 4. Juli, dem Tag der Unabhängigkeitserklärung der Vereinigten Staaten, eine von der Société des Cincinnati de France und Vertretern der US-amerikanischen Regierung in Frankreich organisierte Zeremonie zu Ehren La Fayettes statt.[5]
- Friedrich IV. zu Salm-Kyrburg (1789–1859) und dessen Gemahlin Cécile-Rosalie (1783–1866)

Dort befinden sich, obwohl keine ihrer Ahnen Opfer der Revolution waren, auch die Ehrengräber von:
- dem Historiker Théodore Gosselin, für seine Verdienste um die Erforschung des Friedhofes
- dem katholischen Ordenspriester Pierre Coudrin (1768–1837) und der Henriette Aymer de la Chevalerie, Ordensgründer der „Kongregation von den Heiligsten Herzen Jesu und Mariens und der Ewigen Anbetung des Allerheiligsten Altarsakramentes“ (1800)

## Adresse
- 35 rue de Picpus, 75012 Paris (geöffnet 14–17 Uhr, geschlossen sonn- und feiertags)